# Live at Independent Records
«Live at Independent Records» es el álbum debut en vivo de la banda de rock estadounidense Imagine Dragons. Producido por Alex Da Kid, fue grabado el 31 de agosto de 2012 en la tienda Independent Records and Video, como parte de la promoción del álbum debut de la banda, «Night Visions», y publicado el 20 de abril de 2013, por medio de Interscope Records. El álbum consta de versiones acústicas de los tres primeros sencillos de Imagine Dragons: «It's Time», «Radioactive» y «Hear Me».

## Antecedentes
Independent Records and Video es una cadena de tiendas de música, ubicada principalmente en Colorado Springs, al sur del estado de Denver, Colorado. La cadena de tiendas ha organizado múltiples actos durante sus 30 años de historia, incluyendo a Vampire Weekend y The Lumineers. Imagine Dragons actuó en el lugar durante la semana del lanzamiento del álbum de estudio debut de la banda, «Night Visions». Durante el concierto, los fanáticos que habían pedido el álbum por adelantado a través de Independent Records and Video recibieron copias anticipadas del álbum en CD.

## Grabación
Con una duración de aproximadamente 27 minutos, el álbum fue grabado de principio a fin, consistiendo en un conjunto de tres canciones acompañadas de tres sesiones de preguntas y respuestas, con el propósito de que los fanes se dieran una idea sobre como era la vida de la banda. Además, la actuación marcó notablemente las primeras versiones acústicas de los próximos sencillos de «Night Visions»: «Radioactive» y «Hear Me».
Durante la presentación, el vocalista Dan Reynolds reveló que, el mes previo a la presentación, se había sometido a una cirugía de garganta y que su médico le recomendó no cantar antes de la gira de otoño de 2012 de la banda, que comenzaría la semana siguiente a la grabación de «Live at Independent Records». Sin embargo, decidió actuar de todos modos, diciendo que quería mantener su promesa con los fanáticos de la banda que "nos habían apoyado mucho en los años que hemos estado juntos, y significa mucho para nosotros, y esto es lo menos que podemos hacer".
Asimismo, durante la sesión de preguntas y respuestas, Reynolds habló sobre sus fanáticos, diciendo:

«Nunca me gustó la palabra "fan", solo porque suena como una cosa rara, como cuando la gente dice: "¡Sí, mis fans!". Desde el fondo de mi corazón, sinceramente, está es nuestra parte favorita de ser una banda, el conocer gente y hacer amigos, y siento que en nuestros shows ustedes son solo amigos, personas que entienden nuestra visión y quieren escuchar más de ella, y eso para mí es lo que ha mantenido a esta banda hacia donde está yendo.»

## Publicación
«Live at Independent Records» fue lanzado el 20 de abril de 2013 a través Interscope Records, como exclusivo del Record Store Day. Sin embargo, su venta se limitó únicamente a los Estados Unidos.

## Lista de canciones
| Live at Independent Records |                |          |  |
| N.º                         | Título         | Duración |  |
| 1.                          | «Introducción» | 3:20     |  |
| 2.                          | «It's Time»    | 6:35     |  |
| 3.                          | «Radioactive»  | 8:30     |  |
| 4.                          | «Hear Me»      | 8:43     |  |
| 27:08                       |                |          |  |

## Créditos
Imagine Dragons:
- Dan Reynolds: Voz y guitarra rítmica.
- Wayne Sermon: Coros y guitarra líder.
- Ben McKee: Coros y bajo acústico.
- Daniel Platzman: Coros, percusión y viola.

## Historial de lanzamiento
| Región         | Fecha               | Formato | Sello discográfico |
| -------------- | ------------------- | ------- | ------------------ |
| Estados Unidos | 20 de abril de 2013 | CD      | Interscope Records |